# کتیبه غار گوپیکا
کتیبه غار گوپ (به انگلیسی: Gop's Cave Inscription) که به آن گوپ کی گوفا (کتیبه دوم غار تپه ناگارجونی از آنانتاوارمان) یا با نام سابق کتیبه گیا (اشاره به شهر نزدیک گایا) نیز گفته می‌شود، یک کتیبه به زبان سانسکریت مربوط به قرن پنجم یا ششم میلاد در براهمی متأخر است که در غار تپه ناگارجونی از گروه غارهای بارابار در ناحیه گایا، ایالت بیهار، هند یافت شده است. 
کتیبه از دیرمان شاکتی‌پرستی در هندوئیسم است. این کتیبه به خاطر شعر (verse) تقدیمی به دورگا و برای داشتن نماد ام در عصر گوپتا مورد توجه قرار گرفته است. در کتیبه عنوان شده است که پادشاه آنانتاوارمان تندیسی از الهه کاتیایانی (دورگا-مهیش‌اسوراماردینی) را به غار تقدیم می‌کند. هنگامی که غارها در اواخر قرن هجدهم مورد توجه باستان شناسان قرار گرفت، تندیس مفقود شده بود. 

## تاریخچه
غار گوپ، که همچنین گوپ کی گوفا نامیده می‌شود یکی از سه غار در کپه تپه ناگارجونی، نزدیک غارهای بارابار در ایالت بیهار است. دو غار دیگر واپیاکا و واداتیکا نام دارند که همچنین یه ترتیب به نام واپیا کا گوفا و واداتی کا گوفا هم شناخته می‌شوند. این غارها در نزدیکی غار لوماس ریشی واقع شده‌اند که قدیمی‌ترین غار شناخته شده است که در قرن سوم قبل از میلاد به فرمان آشوکا حفر شد و به راهبان آجیویکا اهداء شد. غارهای ناگارجونی به فرمان داشاراتا (نوه آشوکا) در سال ۲۱۴ فبل از میلاد، در تپه گرانیتی حفر شدند. آنها به فاصله تقریبی ۱۶ مایل (۲۶ کیلومتر) در سمت شمال گایا قرار دارند.
طبق اظهارات آرتور باشام، نقوش حکاکی شده و کتیبه‌های درون این گروه از غارها به تعیین قدمت غارهای تپه بارابار و ناگارجونی در قرن سوم پیش از میلاد کمک می‌کند. ساکنان اصلی این غارها، آجیویکاها، یک فرقه مذهبی هندو غیربودایی بودند که بعدها منقرض شدند. آنها در بک مقطع زمانی، غارها را رها کردند. سپس بودایی‌ها در غار به فعالیت مشغول شدند، دلیل این امر به خاطر کتیبه‌های بودیمولا (Bodhimula) و کلسا _ کانتارا (Klesa-kantara) است که در اینجا یافت شده‌اند. چند قرن بعد، یک پادشاه هندو به نام آنانتاوارمان از سلسله ماوکاری، مورتی (نقوش) هندو از ویشنوپرستی، شیواپرستی و شاکتی‌پرستی را وقف سه غار در قرن پنجم یا ششم میلادی کرد. به نشانه تبرک، او کتیبه‌هایی به زبان سانسکریت در غارها بر جای گذاشت. این کتیبه‌ها به خط رایج گوپتا (خط گوپ) درج شده بودند که بر جای مانده‌اند. بعد از قرن چهاردهم، این ناحیه توسط مسلمانان اشغال شد چنان‌که تعدادی قبر در این نزدیکی وجود دارد.
غار گوپ که تحت‌اللفظی به معنی «غار دختر شیردوش» (milkmaid's cave) است، در بین سه غار تپه ناگارجونی، بزرگ‌ترین غار است. این غار در ضلع جنوبی تپه قرار دارد که درگاه آن رو به جنوب واقع شده است. دو غار دیگر (غار واداتیکا و واپیاکا) در ضلع شمالی همین تپه واقع شده‌اند. غار توسط رشته پلکان گام‌رو که روی سنگ کنده‌کاری شده، در دسترس قرار می‌گیرد. ابعاد غار حدود ۴۶٫۵ فوت (۱۴٫۲ متر) در طول و ۱۹٫۱۶ فوت (۵٫۸۴ متر) در عرض است که انتهای آن به صورت نیم دایره است. این غار یک ورودی دارد. در بالای درگاه ورودی کتیبه‌ای از نوه آشوکا، داشاراتا مائوریا وجود دارد، غار به زاهدان آجیویکا اختصاص داده شد و قدمت غار به اواخر قرن سوم قبل از میلاد بازمی‌گردد.
کتیبه غار گوپ متعلق به آنانتاوارمان که در سمت چپ دالان ورودی غار قرار دارد، اولین بار در سال ۱۷۸۵ توسط جی.اچ. هرینگتون مورد توجه قرار گرفت و گزارش آن در سال ۱۷۸۸ در نشریه پژوهش‌های آسیایی، جلد یک در اختیار پژوهشگران قرار گرفت.  هرینگتون اظهار کرده بود که مسلمانان در نزدیکی این غارها زندگی می‌کردند. او گمانه‌زنی کرده بود، به دلیل مشاهده سه نقوش مخدوش در اینجا، غارها یک‌وقتی به عنوان «پرستشگاه مذهبی» مورد بهره‌برداری قرار می‌گرفت. کتیبه به خط براهمی متاخر، توسط هرینگتون نسخه‌برداری شد و در سال ۱۷۸۵ برای اولین بار توسط چارلز ویلکینز رمزگشایی شد و با ترجمه‌ای در واقع صحیح منتشر شد. چنین به نظر می‌رسد که ویلکینز در اصل بر شباهت‌های خطوط براهمی متاخر، همچون خط دوره امپراتوری پالا و فرمهای اولیه دیواناگری تکیه کرده است. ویلکینز همچنین به‌طور صحیح تشخیص داد که کتیبه به هندوئیسم مربوط است. ترجمه دیگری از کتیبه در سال ۱۸۳۷، توسط کمالاکانتا ویدیالانکار (Kamalakanta Vidyalankar) و جیمز پرینسپ منتشر شد. در سال ۱۸۸۸، جان فلیت ترجمه تصحیح شده دیگری را منتشر کرد.

## توضیحات

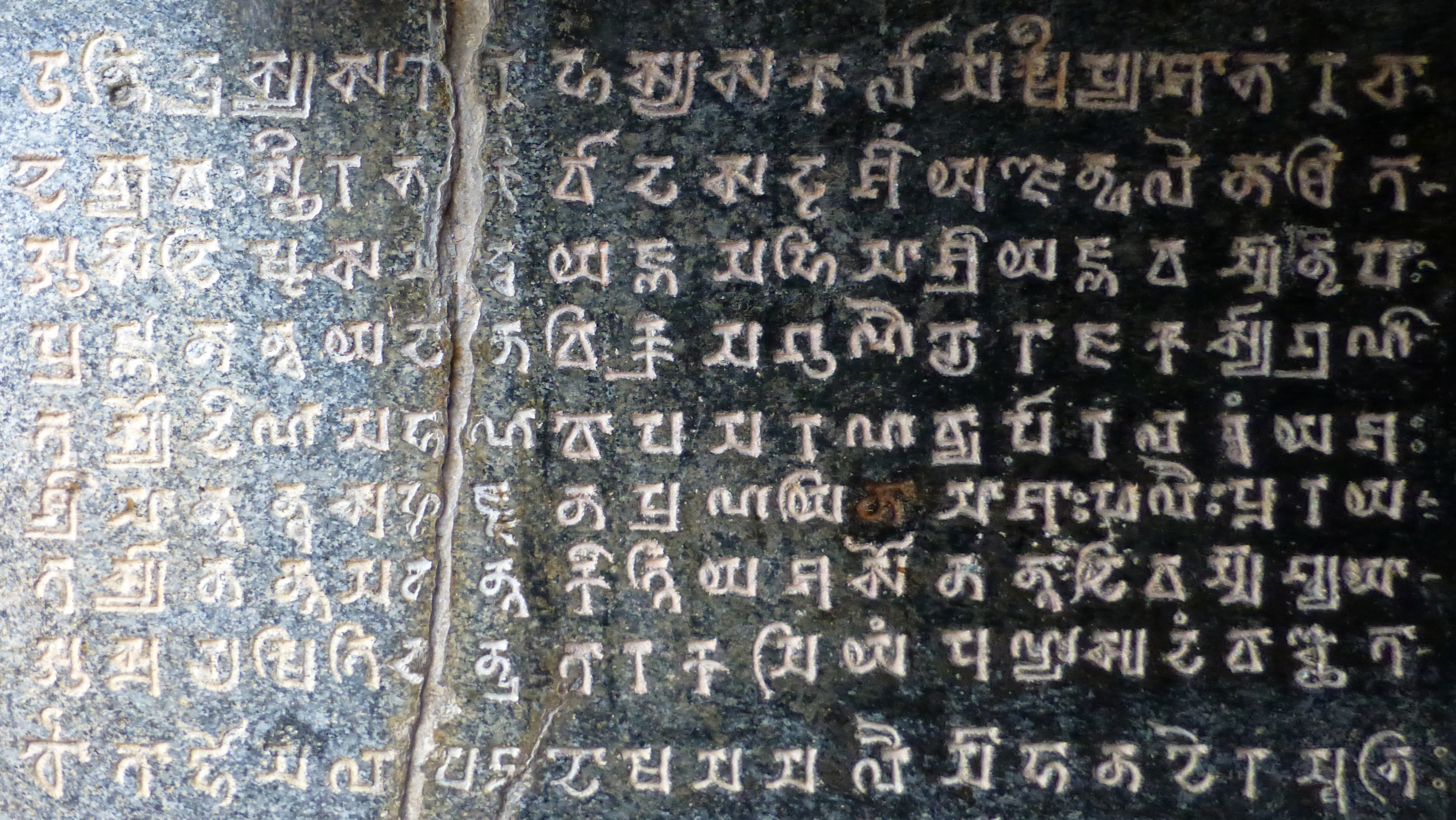
کتیبه (نیمه سمت چپ).

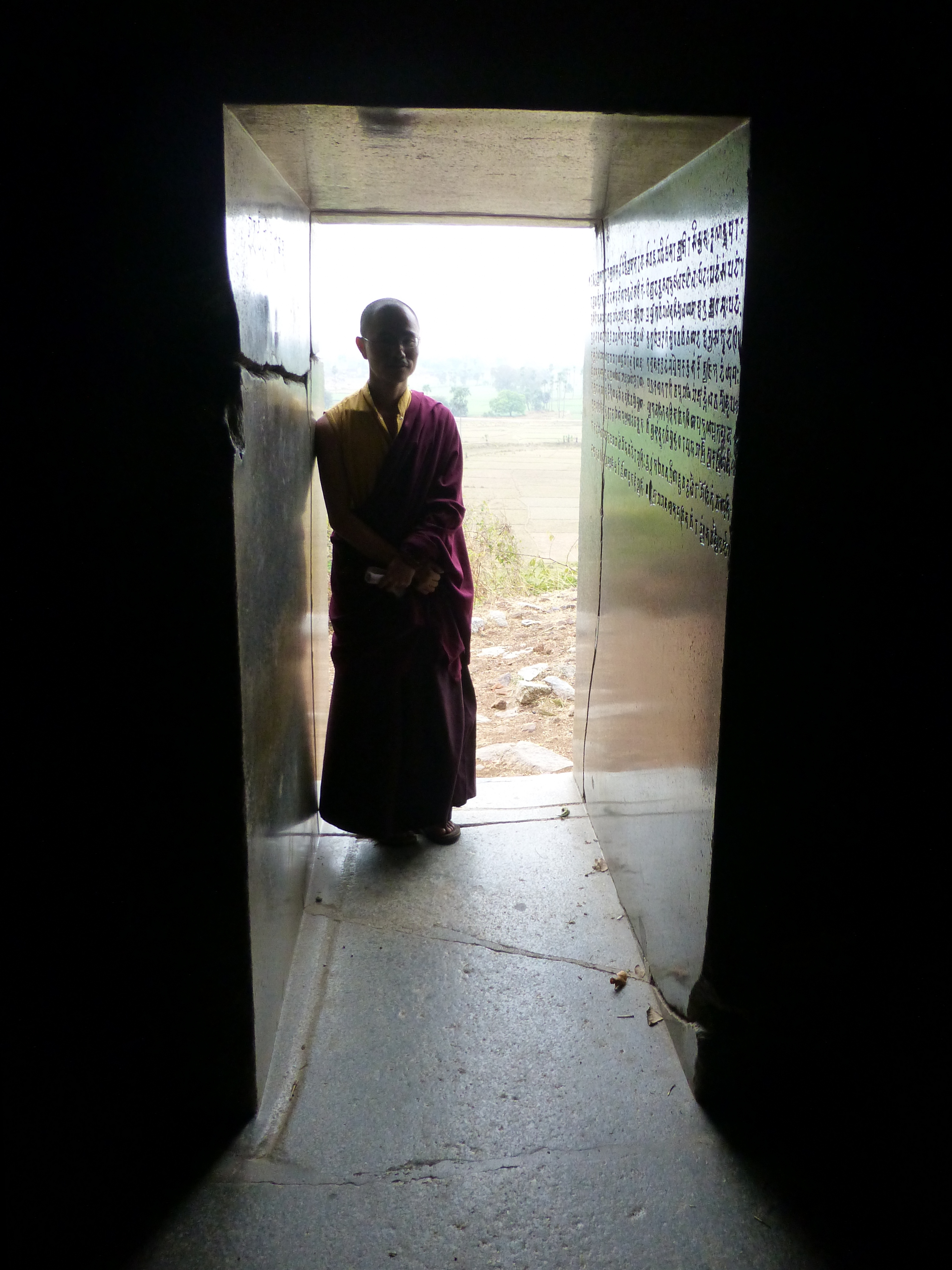
دالان ورودی غار گوپیکا به همراه کتیبه غار گوپیکا از آنانتاوارمان بر روی دیوار گرانیتی صیقل‌کاری شده در سمت راست.

کتیبه بر روی دیوار درون دالان ورودی حک شده است و ابعاد سطح آن در حدود ۴٫۹۲ فوت (۱٫۵۰ متر) در ۲ فوت (۰٫۶۱ متر) است. این کتیبه شامل ده خط به خط گوپتا، با بلندای حروف در حدود ۱ اینچ (۲۵ میلیمتر) است. این یکی از قدیمی‌ترین کتیبه‌های هندی است که از ماتراهای کامل (نوار افقی بالای هر حرف) استفاده می‌کند.  کتیبه به خوبی حفظ شده است به جز نام روستایی که توسط پادشاه برای نگهداشت معبد دورگا پیشکش شده بود. بخش از دست رفته در خط ۱۰ قرار دارد که به نظر می‌رسد به‌طور عمد توسط شخصی آسیب دیده است. 

## اهمیت
این کتیبه، یک کتیبه شاکتی است. اشاره به این دارد که تندیس کاتیایانی وقف این غار شده است ضمن اینکه درآمد مالیاتی یک روستا برای فعالیت و نگهداری معبد باوانی اهداء شد. کتیبه با واژه اُم (Om) شروع می‌شود که قبل از خط اول، همچون کتیبه غار واداتیکا قرار گرفته است و دلالت بر اهمیت آن در یزدان‌شناسی هندو در قرن پنجم دارد.

## نکات
1. ↑  فلیت اظهار می‌دارد که این کتیبه ممکن است متعلق به شیواپرستی یا شاکتی‌پرستی منظور گردد. این کتیبه به همسر شیوا، با به‌کارگیری دو نام رایج او، کاتیایانی و باوانی وقف شده است.[۱۱]